# Las Pedrosas (Zaragoza)
Las Pedrosas (As Pedrosas en aragonés) es un municipio y población de España, de la Comarca de las Cinco Villas, perteneciente al partido judicial de Ejea de los Caballeros, al noroeste de la provincia de Zaragoza, comunidad autónoma de Aragón. Se sitúa a 48 km de Zaragoza. Tiene un área de 18,3 km² con una población de 99 habitantes (INE 2023) y una densidad de 5,79 hab/km². El código postal es 50612.
Se encuentra situada en la vertiente septentrional de la Muela del Castellar.

## Historia
El origen del pueblo se pierde en la Edad Media. Ya en el año 1249, el entonces castillo de Las Pedrosas, perteneciente al monasterio de Montearagón, fue intercambiado, junto con el castillo de Marcén, a un noble altoaragonés, llamado Atho de Foces, a cambio del castillo de Santa Eulalia.
Años después, en 1269, según una escritura del 30 de junio (Diplomatarium de Jaime I, n.º 956ª, 30 de junio de 1269), Jaime I permutó Las Pedrosas con el Obispo de Zaragoza, Arlando de Peralta, por Ribarroja y Albalat, poblaciones situadas en el Reino de Valencia.
En el año 1293, el Obispo lo dio en Feudo honorable a la familia Ahones, sucediéndole los linajes de los Ayerbe, Francia y Suñen de Val.
En el año 1561 Pedro Suñen de Val era Señor de Las Pedrosas. Casado con Doña Gerónima de Yuste no tuvieron descendencia. Por ello, el Real Monasterio de Santa Engracia de Zaragoza, compró todas sus propiedades en el año 1598 por 6250 escudos.
El Prior, Fray Jaime Balleser, tomó posesión de los juramentos y homenajes de los vecinos del pueblo, del cual se dice que era muy abundante en caza y trigo, en lo que aventajaba a los demás del Reino. Los vecinos del pueblo tenían que pagar cada año al Monasterio 25 cahíces de trigo, 10 de avena y 25 escudos junto con 4 yuntas de arar (el que las tuviera) y 2 peonías.
Debido al desacuerdo que reinaba entre los vecinos del pueblo y tras numerosos pleitos, en el año 1701 el Monasterio vende el lugar de Las Pedrosas al conde de Berbedel, Don Antonio González y Ximénez de Urrea, por 6000 libras jaquesas, que tras verse incapaz de pacificar el pueblo, lo vuelve a traspasar al Monasterio en 1712.

## Geografía
El término municipal de Las Pedrosas limita por el norte con Luna, por el este con Gurrea de Gállego, por el sur con Zuera, y por el oeste con Sierra de Luna. 
La parte sur del municipio está constituida por el accidente geográfico denominado "Sierra de Las Pedrosas", por la que discurre la Cañada Real de Las Cinco Villas, que limita el sur del término municipal y lo separa de Zuera. 
De igual forma, la Cañada Real de las Cinco Villas rodea el municipio por el oeste y norte, separándolo de los términos municipales de Sierra de Luna y Luna.

## Demografía
Las Pedrosas cuenta con una población de 113 habitantes (INE 2024).
| Gráfica de evolución demográfica de Las Pedrosas entre 1842 y 2021                                                  |
| |
| Población de derecho según los censos de población del INE Población de hecho según los censos de población del INE |

## Administración y política
| Período         | Alcalde                   | Partido |  |
| --------------- | ------------------------- | ------- |  |
| 1979-1983       | José Ibor Aranda          | UCD     |  |
| 1983-1987       | Luis Antonio Nadal Naudín | PAR     |  |
| 1987-1991       | José Luis Gariburo Alegre | PAR     |  |
| 1991-1995       | José Luis Gariburo Alegre | PAR     |  |
| 1995-1999       | Álvaro Lacasta Toyas      | PSOE    |  |
| 1999-2003       | Álvaro Lacasta Toyas      | PSOE    |  |
| 2003-2007       | Álvaro Lacasta Toyas      | PSOE    |  |
| 2007-2011       | Isabel Mateo Lasilla      | PSOE    |  |
| 2011-2015       | Joaquín Torralba Nadal    | PSOE    |  |
| 2015-2019       | Víctor Corbacho Cabestre  | PSOE    |  |
| 2019-2023       | Víctor Corbacho Cabestre  | PSOE    |  |
| 2023-Actualidad | Joaquín Gordún Castillo   | PP      |  |

| Partido político    | Partido político                                   | 2003   | 2007   | 2011   | 2015   | 2019   | 2023   |
| Partido político    | Partido político                                   | Ediles | Ediles | Ediles | Ediles | Ediles | Ediles |
|                     | Partido de los Socialistas de Aragón (PSOE-Aragón) | 4      | 3      | 4      | 4      | 2      | 1      |
|                     | Partido Popular de Aragón (PP)                     | —      | —      | —      | 1      | 1      | 1      |
|                     | Partido Aragonés (PAR)                             | 1      | 2      | 1      | —      | —      | —      |
|                     | Chunta Aragonesista (CHA)                          | —      | —      | —      | —      | —      | —      |
|                     | Izquierda Unida (IU)                               | —      | —      | —      | —      | —      | —      |
|                     | Podemos                                            | —      | —      | —      | —      | —      | 1      |
| Total de concejales | Total de concejales                                | 5      | 5      | 5      | 5      | 3      | 3      |

## Monumentos y lugares de interés
El municipio está formado por un pequeño núcleo, en el que destacan su iglesia parroquial de Santa María la Mayor; la ermita, dedicada a San Roque, y el Pozo de Hielo, una bodega excavada en un pequeño monte junto a la iglesia utilizada para guardar el hielo que se recogía de las balsas de la localidad durante el invierno, para poder usarse posteriormente durante los meses de más calor.

## Fiestas
San Roque, 16 de agosto.
San Bartolomé, 24 de agosto.
Fiestas del Cristo o de los casados, fin de semana más cercano al 14 de septiembre.